# Magdalith
Magdalith, de son vrai nom Madeleine Lipszyc, est une artiste française, née le 4 août 1932 à Toulouse et morte à Draveil (Essonne) le 14 septembre 2013. Profondément marquée par la Shoah où elle perdit de nombreux membres de sa famille, elle commença à partir des années 1960 une carrière originale et prometteuse de chanteuse, instrumentiste et danseuse ; elle obtint en 1961 le Grand Prix de l’Académie Charles Cros. Cependant, elle se retira dans un couvent dès 1975 ; elle composa alors en français de nombreuses pièces liturgiques inspirées du grégorien. Son intuition musicale fut de chercher les racines du grégorien dans le chant synagogal. Baptisée dans la foi catholique à l’âge de 19 ans, Magdalith n’a jamais renié son appartenance au peuple juif qui s’exprime dans l’ensemble de son œuvre artistique.

## Biographie

### Origines familiales, au cœur de la Shoah

#### Familles polonaises
Les origines familiales de Magdalith sont décrites dans l’ouvrage consacré à son père, Jankiel Lipszyc, que sa propre sœur a écrit. Jankiel (1898-1944) est originaire de la Pologne russe. Il la quitte à 14 ans, alors qu’il rêve de devenir chanteur d’opéra, et travaille comme maroquinier. Arrivé à Paris en 1931, il se marie avec Esther Tygel (1901-1989). Esther et sa famille viennent de Varsovie ; fuyant l’antisémitisme, ils arrivent à Paris en 1905.
Mariés, Jankiel et Esther s’installent à Toulouse dès 1931 en ouvrant un magasin de maroquinerie de luxe. Madeleine (Magdalith) voit le jour en 1932, Louis en 1937 (il meurt 3 ans plus tard) et Arlette en 1943. 

#### Le drame de la guerre
La demande de naturalisation de Jankiel piétine dans le contexte antisémite français d’avant-guerre. Pourtant en 1939 il s’engage volontairement dans les divisions de l’armée polonaise en France ; fait prisonnier en juin 1940, il revient à Toulouse un an plus tard malade et affaibli. 
Les rafles de Juifs ayant commencé dans la zone libre, Jankiel envoie sa femme et ses enfants se cacher à la campagne à Revel, à 30 km au sud de Toulouse), pendant qu'il poursuit une vie clandestine dans son magasin fermé. Mais lui et ses proches sont arrêtés à la suite d'une dénonciation ; il est exécuté en représailles à la tentative d’évasion d’un prisonnier (mai 1944), tandis que les autres membres de sa famille sont envoyés à Auschwitz. Jankel avait caché à sa famille qu'il était membre de l’Armée Juive (une organisation clandestine crée en 1941 à Toulouse).

### Enfance

#### Miraculée de la guerre
À l’école, elle subit l’antisémitisme de ses camarades. En mai 1944, Magdalith avec sa soeur et sa mère vont se cacher à Revel pendant un mois dans une pièce insalubre et sans confort ressemblant à une cave. Alors que Magdalith prend le train pour Toulouse afin de changer les cartes d’alimentation, elle se sent traquée, saute du train et revient à Revel. C’est précisément le jour où son père et les autres membres de la famille sont arrêtés ; elle y verra un « miracle ».
L’angoisse d’être découvertes ou dénoncées, la précarité de leur vie clandestine, ainsi que la douleur de la perte de Jankiel, ont profondément marqué Magdalith ; à la libération elle se retrouve couverte d’un impétigo avec des plaques purulentes sur tout le corps. Elle gardera une santé fragile tout au long de sa vie.

#### Conversion
Après la guerre, une tante aide la famille à subvenir à ses besoins et ainsi à 15 ans elle peut entrer au Conservatoire de musique de Toulouse où elle fera plusieurs années de piano avec Odette de Tervaux, disciple d’Alfred Cortot.  Mais elle doit interrompre ce cursus à 18 ans pour se soigner dans un sanatorium dans les Pyrénées. C'est là qu'elle va s'ouvrir à la foi chrétienne, au contact de jeunes chrétiens pratiquants et attirée par l'Eucharistie. Le récit de sa conversion est donné dans le texte autobiographique « Ces jambes d’enfant » ; elle est baptisée en 1951 par l’évêque d’Albi.

### Carrière artistique et cheminement personnel

#### Musique
Magdalith reçoit de son père un don pour la musique (Jankiel avait une belle voix et chantait à la synagogue). À 7 ans, elle commence à jouer du piano. Magdalith découvre sa voix à l’âge de 20 ans, d’après Eddy Marnay qui a produit plusieurs de ses disques.  Passionnée par la Bible et la mystique judéo-chrétienne, elle s’engouffre dans la recherche principale de sa vie : à la fois les cantiques bibliques et le grégorien Mais Magdalith ne se contentera pas seulement du chant : elle danse, s’accompagne d’un tambourin ou d’une cithare, peint, sculpte et écrit (voir ci-dessous).
La carrière publique de Madeleine Lipszyc, qui prendra désormais définitivement le nom de scène « Magdalith » (Madeleine en hébreu), est très rapide. Elle commence en 1960 avec la sortie de son premier grand disque qui reçoit le Grand Prix de l’Académie Charles Cros en 1961; quinze ans plus tard Magdalith met brusquement un terme à sa carrière en se retirant au Couvent de la Solitude à Evry.

#### Mariage puis Couvent de la Solitude
Magdalith s’était mariée en 1965. C’est une période douloureuse de sa vie, dont elle ne parlera quasiment jamais par la suite. On sait cependant qu’au bout de 7 ans elle demande le divorce ; le mariage sera déclaré nul par l’Église quelques années après. 
À 42 ans, Magdalith, décide d’être religieuse au Couvent de la Solitude. En 1975, elle devient postulante dans la Congrégation Notre-Dame de Sion (Grandbourg, Evry), fondée en 1843 par les frères Théodore et Alphonse Ratisbonne, juifs convertis au christianisme, congrégation dans laquelle on prie particulièrement pour l’unité entre le peuple juif et les chrétiens. Mais encore pour des raisons de santé, elle ne peut s’engager comme religieuse ; elle restera, sans prononcer de vœux, dans le couvent de la Solitude jusqu’à ses derniers jours, gardant son rythme personnel. Elle réalisera pour cette communauté puis pour la Communauté Saint-Jean une part importante de leur chant liturgique. 
Enfin elle s’éteint le 14 septembre 2013, à l’âge de 81 ans, fête de la Croix glorieuse pour les catholiques et de Yom Kippour pour les juifs, emportée par un cancer qui l’avait rongée pendant de longues années.

## Œuvre

### La voix

#### Chant biblique
Magdalith affirme qu’elle comptait « des rabbins et des ministres officiants parmi ses ancêtres ».  Le contexte religieux polonais de cette époque, empreint de Hassidisme, prônait la joie dans l’épreuve et les actes de miséricorde ; une ferveur particulière devait se retrouver dans le chant. Magdalith a pu ainsi recevoir un arrière-fond religieux ashkénaze dans la voix vibrante de son père qui était chantre à la synagogue .  
Le début de la carrière de Magdalith est concentré sur les textes bibliques qu’elle interprète de façon libre. En 1960, elle sort son premier disque, L’Heure des Prophètes (Studio SM). Utilisant directement le texte hébreu, elle chante les prophètes Isaïe, Jérémie, le Cantique des cantiques ou encore les Psaumes. Le style oriental fascine et bouleverse : les critiques sont charmés par cette voix très originale (voir la critique ci-dessous). Elle reçoit en 1961 le Grand Prix du disque de l’Académie Charles Cros pour l’Heure des Prophètes[réf. souhaitée]. Magdalith donne des récitals à l’Église Saint-Germain-des-Prés notamment[réf. souhaitée]. 
Dans ses chants hébraïques, Magdalith s'implique de façon « existentielle » : « servis par cette voix fragile et moirée, tous pleins d’un espoir déchirant, d’une sensualité secrète »,  donnant « la curieuse impression d’une musique ressuscitée » ; elle rajoute par exemple à la fin du Psaume 21, dans un cri, la confession de foi « Adonaï Ehad » (Le Seigneur est Un).
Le sommet de sa carrière est le spectacle donné en 1976, notamment à Bruxelles devant le Roi Baudouin (Jardin Botanique) ou à Paris (Théâtre du petit Orsay). Il s’agit d’une mise en scène du Cantique des Cantiques, lu par l'actrice Emmanuelle Riva qui est accompagnée par Magdalith au chant, à la danse, au tambourin et à la cithare. Elle en reprendra plus tard les chants dans disque Cantique des Cantiques (Studio SM).

#### Recherches grégoriennes
Parallèlement à ses recherches bibliques, Magadlith se lance dans l’interprétation du grégorien. Le résultat dénote des interprétations monastiques courantes car elle le fait avec sa culture juive. Devenue catholique, elle pense qu'il y a un écart entre la richesse du patrimoine grégorien (car selon elle, c'est le « seul chant à la fois génial et sacré ») et le caractère qu'elle considère comme « mort » lors de son interprétation dans l’Église. En lisant dans les manuels de Solesmes « valeur égale entre les signes », elle pense que cela manque de vie car selon elle, le grégorien est né dans une continuité avec le chant liturgique hébraïque. Le mélisme du grégorien doit donc être interprété d'une façon plus proche des traditions orales, ;  selon ses propres mots, elle travaille à une « revalorisation » du neume comme « souffle ». 
Le disque Grégorien sort en 1974 chez Polydor, réalisé encore par Eddy Marnay. On y trouve des pièces de tout le répertoire grégorien, interprétées de façon originale : par exemple les Alléluias sont chantés, bien que longs, en à peine deux respirations, les Impropères sont proclamés tantôt dans les graves, tantôt à l’octave ; « on sent la vie du croyant en prière, comme un cri du cœur, une voix qui crie dans le désert » selon Bernard Bonaldi. Dans un article publié dans la revue Diapason, Pierre-Paul Lacas mentionne le travail de Magdalith en le situant, selon lui, dans une tentative de restitution grégorienne authentique et pertinente, rejoignant d’une certaine manière les théories de Georges Houdard, de Dom Bescond, de François Michel ou du père Bannwart. 

#### Poésie
Dès les années 1960 Magdalith travaille sur des textes de Claudel, un disque sorti au Studio SM en témoigne. Plus tard, elle produit Le Secret des Poètes (Pasternak, Aragon, Verlaine, Saint Jean de la Croix, Lao Tseu, Claudel). Sa diction très alerte et sans cesse surprenante rend vivant le texte et en suggère le sens.[réf. souhaitée].

#### Improvisations
Sorti en 1973, le disque intitulé Magdalith puis, lors de rééditions, Improvisations, est particulièrement éloquent. Sur fond instrumental, elle se lance spontanément dans des sauts d’octave ou des sons gutturaux, imitant des oiseaux par exemple. On aura parlé de « procédé baroque » et de « jeu pur » pour décrire ces singulières envolées. Eddy Marnay, dans la présentation du disque, dit qu’elle porte en elle « toutes les voix du monde » : « c’est le chant de toute l’Humanité de son berceau à la mort ».  

### Autres arts

#### Amour des lettres
Magdalith a traduit elle-même Le Cantique des Cantiques qu’Emmanuelle Riva lit lors de leur spectacle commun. Elle compose plusieurs textes religieux, comme le Chemin de Croix ou la méditation des Quinze Mystères du Rosaire, présentés sous forme poétique avec des illustrations de sa main. Dans ses lettres ou sur les partitions, son écriture est quasiment un dessin, un peu à la manière des calligrammes d’Apollinaire. Magdalith aime la langue, ses mots, leur origine, et joue avec eux. Elle écrit aussi un Rondo Ternaire qui est un recueil d’aphorismes. Pour ne citer que ces quelques exemples :
Le Don est toujours prenant.
Le succès : ce succédané… n’est autre qu’un « succès damné ».
Si tu veux te fondre en Dieu… CHRISTallise-toi ! 

#### Peinture, sculpture, modelage, orfèvrerie
Magdalith avait réalisé un grand nombre d’objets d’art qui ornaient sa chambre à la Solitude. Sur les murs : icônes, bijoux qu’elle portait sur scène), tableaux en relief, peintures. Sur les tables : statues de Marie ou de la Reine de Saba, statuettes, croix peintes ou sculptées, étoiles de David, petites cartes. Judith Maarek décrit les « éclats de lumière et de couleurs » jaillissant de la pièce.
« Écrivain, Magdalith est également orfèvre. Elle fait de ses mains des bijoux aussi stupéfiants que son disque, des sculptures, des modelages, des compositions dans des matérieuax divers, toujours inspirés par des thèmes prophétiques et toujours imprévus. Elle n’a jamais eu besoin de se déplacer pour voyager. Tous les pays passent par Magdalith et « la Terre Promise » est en elle. » (Eddy Marnay) 

## Postérité
Bien que Magdalith n’ait pas eu de disciple ou d’élève qui se soit produit dans la sphère publique, elle a exercé une influence auprès de plusieurs communautés religieuses. Par ailleurs, sa personnalité, sa voix et son témoignage ont pu influencer des personnes dans leur art ou leur itinéraire de vie ; par exemple une Juive athée comme Judith Maarek, après avoir entendu Magdalith à la radio et l’avoir rencontrée plusieurs fois, a été amenée à retrouver sa foi. 

### Chant liturgique

#### Plusieurs communautés
Ce sont principalement des communautés religieuses qui font appel à elle, à commencer par les Sœurs de Sion à Evry. Les Sœurs produisent avec Magdalith un disque en 1980, Merveilles du Seigneur, comprenant de nombreuses pièces liturgiques (Studio SM).
En 1984, le fondateur de la Communauté Saint Jean, le père Marie-Dominique Philippe choisit Magdalith pour composer sa liturgie. Puis ce fut le tour des Sœurs Apostoliques de Saint-Jean (1985) et enfin des Sœurs Contemplatives de Saint-Jean (1994). Les compositions de Magdalith sont ainsi répandues par eux à travers les cinq continents, moyennant quelques adaptations de langue. La psalmodie mise en place pour la Famille Saint-Jean sert aussi au Carmel de Simacourbe. Plus récemment, les communautés Verbum Spei (2013) et Maria Stella Matutina (2014), issues de la Famille Saint-Jean, ont aussi choisi ce chant liturgique[réf. souhaitée].

#### Caractéristiques
Le chant liturgique prôné par Magdalith est caractérisé par la mise en avant du texte de la Bible dans ce qu’elle appelait la « proclamation » : récitation avec diction claire, rythme assez libre adapté au sens de la phrase. Pour cela ce chant est à l’unisson (c’est un chant personnel adressé à Dieu), comme le grégorien, ce qui n’exclut pas l’emploi passager d’une teneur par exemple. Il est aussi proche de la voix parlée (pas trop aiguë, pas trop travaillée), habité par l’alternance d’élans et de déposés rythmiques. Inspiré du grégorien, il s’inscrit ainsi dans une modalité musicale qui traverse les siècles,. On peut en écouter plusieurs interprétations par les Sœurs de Sion et les Frères et Sœurs de Saint-Jean.

### Critiques
Comme le montrent les citations ci-dessous, certaines critiques sont très enthousiastes et donnent à penser qu’il y a un fort potentiel en Magdalith : « Elle renouvelle la chanson » nous dit la revue l’Aurore. Les commentaires concernant le chant hébraïque de Magdalith ont été plutôt positifs : l’originalité de sa voix envoûte les journalistes. Sur scène, elle impressionnait ; on voyait la Reine de Saba, Ruth ou Judith. Lanza del Vasto lui a dit avant un concert en 1967 : « Tu représenteras l’Ancien Testament ». 
« Magdalith chante comme Ruth et sculpte comme Néfertiti !!! » (Philippe Bouvard) 
« Rôdant autour [d’Emmanuelle Riva], une jeune femme brune, aux traits émaciés dignes de la reine de Saba, danse et chante en hébreu. » (Patrick de Rosbo) 
« Le phénomène « Magdalith » : que peut-on en dire ? Il faut l’entendre. J’imagine qu’à la cour du Roi Salomon, elle était déjà là… Son chant est plutôt une Invocation. Il y a chez elle un mystère qu’elle nous livre et que nous ne comprenons pas, mais son envoûtement joue sur les plus indifférents. C’est un cas unique. » (Jean Renoir) 

Son chant est avant tout un chant religieux :
« Avec Magdalith, on retrouve dans toute sa pureté l’élan primordial de la Quête, l’intense désir désir de communion avec l’indicible, dont l’humanité n’a jamais de cesse de brûler. Sa voix est profonde, ardente, médiumnique ; elle psalmodie plus qu’elle ne chante et restitue au mot « religion » son sens originel de « lien » de « relation ». (Paul Chardot) 
« La beauté de ces chants, leur caractère prenant, en même temps que profondément sacré, ne fait aucun doute ». (Carl de Nys) 
« J’ai vécu l’instant miraculeux où le ciel s’ouvre, résonnant de musique, vibrant de mystères tout d’un coup dévoilés ». (Antoine Goléa) 
Dans ses échanges épistolaires avec le compositeur Henri Dutilleux, celui-ci lui reconnait un talent exceptionnel. Magdalith reçoit une excellente critique de Télérama en 1974 pour ses Improvisations chez Polydor :  
« La moindre vibration libère un « chant d’artifice ». […] La virtuosité de Magdalith est quasiment indescriptible ». (Jacques Marquis) 
« Magdalith : une jonglerie avec des mots qui n’existent pas, une voix à géométrie variable… Surprenant, on en reparlera… » (Pierre Bouteiller) 
Si les critiques ont été positives dans le milieu profane, l'interprétation que fait Magdalith du grégorien a suscité des réticences dans le milieu monastique, parmi lesquels les solesmistes : ce disque a reçu un accueil plus mitigé étant donné le décalage complet qu’il introduisait par rapport à l’interprétation classique du grégorien. C’est l’interprétation qui pose le plus question, à la différence de la voix de Magdalith qui "éblouit" comme le dit Jean Gallois : dans la revue Diapason, il se refuse à lui donner une note d’interprétation, la qualifiant « d’exception ». En effet, le projet de Magdalith n'était pas tant de proposer une nouvelle façon d’interpréter le grégorien pour une assemblée liturgique que de présenter une recherche existentielle sur le grégorien.  
Enfin, deux théologiens catholiques ont eu de l’admiration pour Magdalith : René Laurentin (1917-2017) et Marie-Dominique Philippe (1912-2006). Ce dernier a été frappé par le chant liturgique au couvent de la Solitude et pensait qu’il pouvait y avoir à partir de là un renouveau pour la liturgie post-conciliaire. Quant au père Laurentin, longtemps aumônier du couvent de la Solitude, il parle dans ses deux articles au sujet de Magdalith de l’héritage multiséculaire qu’elle portait en elle, aussi bien sur le plan artistique que personnel,.

### Dépositaire testamentaire
L’ensemble des œuvres artistiques de Magdalith a été légué à son neveu, Emmanuel Attali.

## Discographie

### Disques de Magdalith
- Magdalith chante Claudel (?). Disque Studio SM (SM 30A-264)
- L’Heure des Prophètes (1968) Disque Studio SM (SM 30-456 puis SM 33-85)
- Chants bibliques (?). Disque Studio SM (SM 45-22) (version réduite du disque « L’Heure des Prophètes »)
- Biblische Gesänge (?). Chants bibliques » édité en Allemagne. Disque Christophorus (CV 75043)
- Magdalith (1973). Disque Polydor (2473-032). Édition : M Productions – Réalisation Eddy Marnay (deviendra plus tard le disque « Improvisations »).
- Magdalith – Grégorien (1974). Disque Polydor (2401-122)
- Magdalith (1975). Disque Polydor (2669-040). Édition : M Productions – Réalisation Eddy Marnay. Pochette double comprenant les 2 disques précédents parus chez Polydor.
- Cantique des cantiques (?). Disque Studio (SM 45-23)
- Improvisations et Grégorien (1993). « M » Productions (EM 931 et EM 932). Double CD qui reprend le double disque.
- Le Secret des Poètes (?). Cassette produite par l’Association Sagesse et Art Chrétien (Cenves). Reprend le disque « Magdalith chante Claudel » et rajoute des poèmes de Pasternak.

### Contributions de Magdalith à d’autres projets
- Palestine, terre d’élection, terre de salut (?). Disque Pastorale et Musique (PM 25 057 M). Texte de Stanislas Fumet, lu par l’auteur – Illustrations sonores par Magdalith (chants et percussions)
- Immortel Grégorien. Voyages dans l’année liturgique (1973). Collectif (« Jubilate Deo » par Magdalith). Disque Studio SM (SM 20). Grand prix du disque 1973. Repris sous le titre Un chant d’éternité. Eternel Grégorien (2005) Disque Studio SM (SM D3049)
- Merveilles du Seigneur - Magdalith et les Sœurs de Notre-Dame de Sion, Evry (1980). Disque Studio SM (SM 30-1027)

### Disques avec des œuvres de Magdalith
- La Pâque du Seigneur (2003). CD enregistré par les Sœurs apostoliques de St Jean.
- Du soleil levant au soleil couchant (2011). CD enregistré par les Frères de St Jean et diffusé par les Editions des Béatitudes.
- Le Verbe s’est fait chair (2012). CD enregistré par les Sœurs apostoliques de St Jean.
- Un motif de joie d'âge en âge (2018). CD enregistré par les Frères de St Jean et diffusé par les Editions des Béatitudes.

## Prix et distinctions
- 1961 : Grand Prix du disque par l’Académie Charles Cros pour le disque « L’Heure des Prophètes »[réf. nécessaire]
- 1964 : Prix d’honneur d’Artisanat d’Art de la ville de Paris[réf. nécessaire]